# Chung Pit Jin Sarah
Chung Pit Jin Sarah es una deportista malasia que compitió en taekwondo. Ganó una medalla de oro en el Campeonato Asiático de Taekwondo de 1992, en la categoría de +70 kg.

## Palmarés internacional
| Campeonato Asiático | Campeonato Asiático    | Campeonato Asiático | Campeonato Asiático |
| Año                 | Lugar                  | Medalla             | Categoría           |
| ------------------- | ---------------------- | ------------------- | ------------------- |
| 1992                | Kuala Lumpur (Malasia) | Medalla de oro      | +70 kg              |